# Ardicted
Ardicted ist das zweite Studioalbum des deutschen Sängers Ardian Bujupi. Es wurde am 9. Januar 2015 im deutschsprachigen Raum veröffentlicht.
Der Name setzt sich aus dem englischen Wort addicted (dt.: süchtig) und dem Namen Ardian zusammen, soll daher süchtig nach Ardian bedeuten.
Dieser Begriff wurde von einem Ardian-Fan aus Berlin erfunden und von Fans, die sich selbst die Ardicted Army nennen, verwendet. Daher wollte Ardian mit diesem Albumnamen seine Dankbarkeit gegenüber seinen treuen Fans zeigen.
Für das zweite Album holte sich Ardian ein neues Team an Bord und unterzeichnete einen Vertrag beim größten Musiklabel Universal Music.
Ebenfalls konnte er große internationale Features, wie z. B. Lumidee und Big Ali, für das Album holen. Somit entstanden Hits wie Boom Rakatak, welche mehrere Millionen Aufrufe auf Youtube besitzen.
Das Album ist in 3 Versionen erschienen: Zum einen als Limited Fan Box (sowohl für Boys, als auch für Girls). In dieser limitierten Box sind neben der Premium Edition mit insgesamt 34 Songs (17 Songs der Standard Edition und 17 Instrumental-Versionen) Fanartikel, wie z. B. ein T-Shirt, ein Schlüsselanhänger und ein Poster, enthalten.
Als weitere Album-Versionen wird die Standard Edition
und die Deluxe Edition, welche nur auf iTunes erhältlich ist und neben den 34 Songs der Premium Edition noch 5 Remixe des Songs Boom Rakatak enthält, angeboten.
Das Album stieg in Deutschland auf Platz 40, in der Schweiz auf Platz 24 und in Österreich auf Platz 70 der Charts ein und erreichte somit einen größeren Erfolg als das erste Album To the Top.

## Titelliste
|    | Song                                          | Länge |
| -- | --------------------------------------------- | ----- |
| 1  | Back to me (ft. DJ Dalool)                    | 3:46  |
| 2  | Boom Rakatak (ft. Big Ali, DJ Mase & Lumidee) | 3:16  |
| 3  | Cross the Line                                | 3:36  |
| 4  | 2005                                          | 3:09  |
| 5  | Scheine (ft. Kurdo)                           | 3:10  |
| 6  | Genius                                        | 3:02  |
| 7  | All Night II (ft. Nero Lindvr)                | 2:32  |
| 8  | Lejla (ft. DJ Dalool)                         | 3:46  |
| 9  | Ardicted                                      | 3:26  |
| 10 | Nach den Sternen (Nimm meine Hand)            | 3:05  |
| 11 | Wahnsinnig                                    | 3:09  |
| 12 | Too Late                                      | 2:40  |
| 13 | All Night (ft. Nero Lindvr)                   | 3:29  |
| 14 | Joker                                         | 3:01  |
| 15 | Feel Trap (ft. Genta Ismajli)                 | 3:38  |
| 16 | Carrabean (ft. Mark Hardy)                    | 3:25  |
| 17 | Ewig                                          | 2:19  |